# 11e étape du Tour d'Italie 2006
La onzième étape du Tour d'Italie 2006 a eu lieu le 18 mai 2006. Il s'agissait d'un contre-la-montre individuel de 50 km autour de la ville de Pontedera. C'est Jan Ullrich qui l'emporte à la surprise générale, car depuis le début de ce Tour d'Italie il a montré de grosses difficultés à suivre le rythme de la course. Néanmoins, il montre par ce succès qu'il est encore un candidat potentiel à la victoire pour le Tour de France.

## Résultats

### Classement de l'étape
|     | Coureur                | Pays      | Équipe             |    | Temps       |
| --- | ---------------------- | --------- | ------------------ | -- | ----------- |
| DSQ | 'Jan Ullrich,          | Allemagne | T-Mobile           | en | 58 min 48 s |
| 2   | Ivan Basso             | Italie    | Team CSC           | +  | 28 s        |
| 3   | Marco Pinotti          | Italie    | Saunier Duval      |    | 1 min 01 s  |
| 4   | Serhiy Honchar         | Ukraine   | AG2R Prévoyance    |    | 1 min 09 s  |
| 5   | Paolo Savoldelli       | Italie    | Discovery Channel  |    | 1 min 19 s  |
| 6   | José Enrique Gutiérrez | Espagne   | Phonak             |    | 1 min 42 s  |
| 7   | Jens Voigt             | Allemagne | Team CSC           |    | 2 min 12 s  |
| 8   | Gustav Larsson         | Suède     | Française des jeux |    | 2 min 22 s  |
| 9   | Dario Cioni            | Italie    | Liquigas           |    | 2 min 24 s  |
| 10  | Viatcheslav Ekimov     | Russie    | Discovery Channel  |    | 2 min 27 s  |

### Points attribués
|     | Cycliste        | Pays      | Équipe             | Points |
| --- | --------------- | --------- | ------------------ | ------ |
| 1   | Marc Wauters    | Belgique  | Rabobank           | 8      |
| 2   | Bert Roesems    | Belgique  | Davitamon-Lotto    | 6      |
| DSQ | Jan Ullrich     | Allemagne | T-Mobile           | 4      |
| 4   | Sergiy Matveyev | Ukraine   | Panaria            | 3      |
| 5   | Gustav Larsson  | Suède     | Française des jeux | 2      |
| 6   | Tomas Vaitkus   | Lituanie  | AG2R Prévoyance    | 1      |

|     | Cycliste               | Pays       | Équipe             | Points |
| --- | ---------------------- | ---------- | ------------------ | ------ |
| DSQ | Jan Ullrich            | Allemagne  | T-Mobile           | 25     |
| 2   | Ivan Basso             | Italie     | Team CSC           | 20     |
| 3   | Marco Pinotti          | Italie     | Saunier Duval      | 16     |
| 4   | Serhiy Honchar         | Ukraine    | AG2R Prévoyance    | 14     |
| 5   | Paolo Savoldelli       | Italie     | Discovery Channel  | 12     |
| 6   | José Enrique Gutiérrez | Espagne    | Phonak             | 10     |
| 7   | Jens Voigt             | Allemagne  | Team CSC           | 9      |
| 8   | Gustav Larsson         | Suède      | Française des jeux | 8      |
| 9   | Dario Cioni            | Italie     | Liquigas           | 7      |
| 10  | Viatcheslav Ekimov     | Russie     | Discovery Channel  | 6      |
| DSQ | Thomas Danielson,      | États-Unis | Discovery Channel  | 5      |
| 12  | Stef Clement           | Pays-Bas   | Bouygues Telecom   | 4      |
| 13  | Sandy Casar            | France     | Française des jeux | 3      |
| 14  | Marzio Bruseghin       | Italie     | Lampre-Fondital    | 2      |
| 15  | Víctor Hugo Peña       | Colombie   | Phonak             | 1      |

### Points attribués pour le classement combiné
|    | Cycliste               | Pays      | Équipe                | Points |
| -- | ---------------------- | --------- | --------------------- | ------ |
| 1  | Ivan Basso             | Italie    | Team CSC              | 39     |
| 2  | Paolo Savoldelli       | Italie    | Discovery Channel     | 39     |
| 3  | José Enrique Gutiérrez | Espagne   | Phonak                | 36     |
| 4  | Damiano Cunego         | Italie    | Lampre-Fondital       | 21     |
| 5  | Sandy Casar            | France    | Française des jeux    | 20     |
| 6  | Serhiy Honchar         | Ukraine   | T-Mobile              | 19     |
| 7  | Sylvain Calzati        | France    | AG2R Prévoyance       | 16     |
| 8  | Robbie McEwen          | Australie | Davitamon-Lotto       | 15     |
| 9  | Mickaël Delage         | France    | Française des jeux    | 15     |
| 10 | Juan Manuel Gárate     | Espagne   | Quick Step-Innergetic | 14     |

## Classements à l'issue de l'étape

### Classement général
|     | Cycliste               | Pays       | Équipe            |    | Temps            |
| --- | ---------------------- | ---------- | ----------------- | -- | ---------------- |
| 1   | Ivan Basso             | Italie     | Team CSC          | en | 40 h 28 min 56 s |
| 2   | José Enrique Gutiérrez | Espagne    | Phonak            |    | 2 min 48 s       |
| 3   | Serhiy Honchar         | Ukraine    | T-Mobile          |    | 3 min 24 s       |
| 4   | Paolo Savoldelli       | Italie     | Discovery Channel |    | 3 min 26 s       |
| DSQ | Thomas Danielson       | États-Unis | Discovery Channel |    | 5 min 38 s       |
| 6   | Franco Pellizotti      | Italie     | Liquigas          |    | 6 min 37 s       |
| 7   | Víctor Hugo Peña       | Colombie   | Phonak            |    | 6 min 54 s       |
| 8   | Damiano Cunego         | Italie     | Lampre-Fondital   |    | 6 min 54 s       |
| 9   | Gilberto Simoni        | Italie     | Saunier Duval     |    | 7 min 13 s       |
| 10  | Danilo Di Luca         | Italie     | Liquigas          |    | 7 min 33 s       |

### Classement par points
|   | Cycliste         | Pays      | Équipe                | Points |
| - | ---------------- | --------- | --------------------- | ------ |
| 1 | Robbie McEwen    | Australie | Davitamon-Lotto       | 89     |
| 2 | Paolo Bettini    | Italie    | Quick Step-Innergetic | 83     |
| 3 | Paolo Savoldelli | Italie    | Discovery Channel     | 73     |

### Classement du meilleur grimpeur
|   | Cycliste          | Pays     | Équipe          | Points |
| - | ----------------- | -------- | --------------- | ------ |
| 1 | Ivan Basso        | Italie   | Team CSC        | 15     |
| 2 | Staf Scheirlinckx | Belgique | Cofidis         | 13     |
| 3 | Damiano Cunego    | Italie   | Lampre-Fondital | 10     |

### Classement du combiné
|   | Cycliste               | Pays    | Équipe            | Points |
| - | ---------------------- | ------- | ----------------- | ------ |
| 1 | Paolo Savoldelli       | Italie  | Discovery Channel | 480    |
| 2 | José Enrique Gutiérrez | Espagne | Phonak            | 287    |
| 3 | Danilo Di Luca         | Italie  | Liquigas          | 205    |

### Classements par équipes

#### Classement aux temps
|   | Équipe            | Pays       |    | Temps             |
| - | ----------------- | ---------- | -- | ----------------- |
| 1 | Discovery Channel | États-Unis | en | 120 h 23 min 38 s |
| 2 | Phonak            | Suisse     | +  | 5 min 47 s        |
| 3 | Liquigas          | Italie     |    | 6 min 06 s        |

#### Classement aux points
|   | Équipe            | Pays       | Points |
| - | ----------------- | ---------- | ------ |
| 1 | T-Mobile          | Allemagne  | 162    |
| 2 | Discovery Channel | États-Unis | 150    |
| 3 | Gerolsteiner      | Allemagne  | 145    |

### Classements annexes

#### Classement Azzurri d'Italia
|   | Cycliste         | Pays      | Équipe            | Points |
| - | ---------------- | --------- | ----------------- | ------ |
| 1 | Robbie McEwen    | Australie | Davitamon-Lotto   | 12     |
| 2 | Paolo Savoldelli | Italie    | Discovery Channel | 6      |
| 3 | Ivan Basso       | Italie    | Team CSC          | 6      |

#### Classement de la combativité
|   | Cycliste         | Pays      | Équipe                | Points |
| - | ---------------- | --------- | --------------------- | ------ |
| 1 | Robbie McEwen    | Australie | Davitamon-Lotto       | 21     |
| 3 | Paolo Bettini    | Italie    | Quick Step-Innergetic | 20     |
| 2 | Paolo Savoldelli | Italie    | Discovery Channel     | 18     |

#### Classement 110 Gazzetta
|   | Cycliste         | Pays      | Équipe             | Points |
| - | ---------------- | --------- | ------------------ | ------ |
| 1 | Mickaël Delage   | France    | Française des jeux | 10     |
| 2 | Grischa Niermann | Allemagne | Rabobank           | 7      |
| 2 | Patrick Calcagni | Suisse    | Liquigas           | 7      |

#### Classement de l'échappée (Fuga)
|   | Cycliste            | Pays    | Équipe            | Points |
| - | ------------------- | ------- | ----------------- | ------ |
| 1 | Christophe Edaleine | France  | Crédit agricole   | 207    |
| 2 | Sergiy Matveyev     | Ukraine | Panaria           | 207    |
| 3 | Andoni Aranaga      | Espagne | Euskaltel-Euskadi | 207    |